# 花岗变晶岩
花岗变晶岩（英語：Granofels）是指中到粗粒變質岩，具有等顆粒，它形晶和顯晶石特徵的紋理。典型變質岩例如石英岩、大理岩、紫苏花岗岩和其他，沒有葉理和缺失斑状变晶的變質岩，均屬花岗变晶岩。 這些變質岩通常其顆粒肉眼可見、且顆粒之間為彌合邊界，多由三鄰近顆粒相接，相交處為120° 相交.。 但在應力下，能產生葉理結構，導致片狀紋理。但花岗变晶岩缺乏明顯的葉面理或線狀理.

廣為人所知的岩石，例如大理石或角岩，均屬花岗变晶岩.
角岩是一組接觸變質岩的組名，是和火成岩接觸而造成的高溫變質岩。具堅硬、易碎，堅韌和耐用特點。這些特性是由於片狀或棱柱狀細粒晶體呈無規則排列  。
角岩的原岩，有砂岩、頁岩、板岩和石灰岩等。經過變質后。它們原有的層理或解理面會消失，當和火山活動帶來的熱液接觸時，會造成交代作用（英語：metasomatism），原岩的成分會變化。角岩最常見於上地殼或中地殼的花崗岩侵入體的周邊。最常見的角岩是黑雲母角岩，呈深褐色至黑色，含大量閃亮的黑色雲母小晶體。
大理岩是石灰岩或白云岩等受接触、区域变质作用重结晶形成，方解石和白云石的含量一般大于50％，有的达99％。大理岩遇稀盐酸反應產生二氧化碳。这是因为含有石灰的岩石遇稀盐酸会产生化学反应。这个效应时常被用来测定岩石是否含有石灰。
化学反应：CaCO3+2HCl→ CaCl2+CO2+H2O
一般大理岩中含有少量的其他变质矿物，屬於碳酸鹽類石材，其主要成分以碳酸鈣為主，約占50%以上，由于原来岩石中所含杂质不同（硅质、泥质、碳质、铁质、火山碎屑物质等），及变质作用的温度、压力、水含量等差别，伴生矿物也不同。如：
- 由较纯的碳酸盐岩石形成的大理岩中，方解石、白云石占90％以上，有时可含很少的石墨、白云母、磁铁矿、黄铁矿等，在低温高压下方解石可转变成文石 [12]；
- 由含硅质的碳酸盐岩石形成的大理岩中，在中、低温时可含有滑石、透闪石、阳起石、石英等，在中、高温时可含有透辉石、斜方辉石、镁橄榄石、硅灰石、方镁石等，在高温低压条件下可出现粒硅钙石、钙镁橄榄石、镁黄长石等[13]；
- 由含泥质的碳酸盐岩石形成的大理岩中，在中、低温时可含有蛇纹石、绿泥石、绿帘石、黝帘石、符山石、黑云母、酸性斜长石、微斜长石等，在中、高温时可含有方柱石、钙铝榴石、粒硅镁石、金云母、尖晶石、磷灰石、中基性斜长石、正长石等[14]。

大理岩一般有典型的粒状变晶结构，颗粒粗细不一。岩石中的方解石、白云石颗粒之间成紧密镶嵌结构。在某些区域变质作用形成的大理岩中，由于方解石的光轴成定向排列，使大理岩具有较强的透光性，有的大理岩可透光2厘米，是优良的雕刻材料。大理岩多为块状构造，也有不少具条带、条纹、斑块或斑点等构造，经过加工后成为有不同颜色和花纹的装饰建筑材料。